# Raw and Uncut (Eminem)
Pour les articles homonymes, voir Raw and Uncut.
L'album Raw and Uncut a été créé par le rappeur Eminem. Cet opus de 64 minutes est sorti en 2007. Il contient 15 titres dont trois collaborations avec son groupe D12, une avec Xzibit et une avec son ami 50 Cent. We as americans est aussi sur l'album bonus d' Encore. Cette mixtape contient de nombreux pamphlets d'Eminem contre d'autres artistes. Parmi eux, om peut citer We as Americans contre George W. Bush ou encore Can I Bitch à l'encontre de Canibus,,.

## Liste des pistes[2]
- Intro
- Rap Game (featuring 50 Cent et D12)
- We as Americans
- Love You More
- Can I Bitch
- Bully
- Doe Rae Me (featuring D12 et Obie Trice)
- Say My Name (featuring Xzibit)
- Stimulate
- 911 (featuring D12)
- These Drugs
- Monkey See Monkey Do
- Nail in the Coffin
- The Sauce
- Kids